# Leon Taraszkiewicz

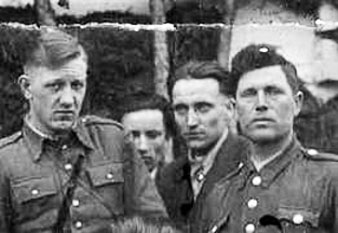
Leon Taraszkiewicz (z lewej) 1946

Leon Taraszkiewicz ps. „Jastrząb” (ur. 13 maja 1925 w Duisburgu, zm. 3 stycznia 1947 w Siemieniu) – dowódca oddziału Wolność i Niezawisłość na Polesiu Zachodnim, porucznik czasu wojny.

## Życiorys

### Rodzina
Leon Taraszkiewicz urodził się w rodzinie robotniczej. Był synem Władysława i Rozalii z domu Sybilli. Miał czworo rodzeństwa, m.in. jego bratem był współpracujący z nim po wojnie w strukturach WiN Edward Taraszkiewicz „Żelazny”. Rodzina Taraszkiewiczów wywodziła się z Wielkiego Księstwa Litewskiego, a stryjeczny dziadek Leona, Bronisław Taraszkiewicz (1892–1938), był białoruskim działaczem narodowym i społecznym, filologiem, współzałożycielem i przywódcą Białoruskiej Włościańsko-Robotniczej Hromady, twórcą systemu ortografii białoruskiej nazywanej potocznie taraszkiewicą.

### Okres II wojny światowej
Leon Taraszkiewicz ukończył szkołę powszechną we Włodawie i tu zastał go wybuch II wojny światowej. Jesienią 1939 roku został na kilka dni aresztowany przez niemiecką żandarmerię polową za przetrzymywanie broni po żołnierzach WP. Potem dostał najprawdopodobniej wezwanie do pracy w Organizacji Todt i został skierowany do Radomia. Pracował przy budowie nasypu kolejowego, przy wyładunku i okorowywaniu drewna budowlanego. Został aresztowany za pomoc w ucieczce więźniów z pociągu, lecz udało mu się zbiec, gdy został wezwany do rozebrania pieca na posterunku żandarmerii. Po tym wrócił do Włodawy, gdzie ukrywał się na poddaszu warsztatu ojca. Został zdradzony przez swojego kolegę Zdzisława Muszyńskiego i ponownie aresztowany przez gestapo. Był brutalnie torturowany przez Niemców, którzy chcieli wydobyć od niego informacje o jego kontaktach z kieleckim podziemiem z czasów jego pobytu w Radomiu, jednakże Leon nikogo nie wydał. Uciekł konwojentom, którzy wieźli go na rozstrzelanie, a dzięki pomocy przypadkowo spotkanych osób dotarł do Chełma. Na trasie kolejowej Chełm–Sobibór został aresztowany przez Ukraińców pilnujących więźniów w obozie w Sobiborze. Przekazali go oni do więzienia w Chełmie mieszczącego się na ul. Kolejowej, skąd został następnie przetransportowany do więzienia na Zamku w Lublinie. W styczniu 1944 uciekł po raz kolejny podczas jednego z transportów na przesłuchania do siedziby gestapo „Pod Zegarem” na ul. Uniwersyteckiej w Lublinie; podczas ucieczki został postrzelony w rękę. Po tym wydarzeniu ukrył się u swojego ojca chrzestnego Stefana Korobczuka, który po kilku dniach pomógł mu przedostać się w okolice Włodawy, gdzie po krótkim czasie ukrywania, udał się do oddziału AK ,,Jaremy". Po drodze napotkał jednak patrol działającego w lasach włodawskich sowieckiego oddziału partyzanckiego kpt. Anatolija Korotowa „Anatola”, który przyjął go do zgrupowania. Taraszkiewicz wykazywał się cechami przywódczymi, oraz wybitną odwagą, zyskał uznanie dowódcy oddziału i został odznaczony Orderem Czerwonej Gwiazdy. 

### Okres powojenny
Po wkroczeniu Armii Czerwonej, nie godząc się na współpracę z Resortem Bezpieczeństwa Publicznego, w grudniu 1944 został aresztowany i ponownie trafił na Zamek w Lublinie, a 13 lutego 1945 przewieziono go do obozu NKWD i UB w Błudku-Nowinach. W marcu 1945 zbiegł z transportu jadącego na wschód i po dotarciu do Włodawy przez kilka tygodni ukrywał się, a następnie wraz z kilkoma kolegami uciekł do lasu, gdzie nawiązał kontakt z ukrywającym się komendantem Rejonu AK Klemensem Panasiukiem „Orlisem” i przyjmując pseudonim „Jastrząb” wszedł w skład oddziału partyzanckiego Tadeusza Bychawskiego „Sępa”. W czerwcu 1945 grupa ta rozbroiła posterunki MO w Wytycznie, Dubecznie, Sosnowicy i Pieszowoli. Dowódca grupy został zgładzony w zasadzce, prawdopodobnie w wyniku wewnętrznych porachunków w AK i „Jastrząb” przejął jego obowiązki.
5 lutego 1946 dowodzony przez „Jastrzębia” oddział WiN opanował na kilka godzin miasto Parczew, w którym dokonał aprowizacji, zabił milicjanta oraz 3 Żydów w służbie MO. Informacje o ukaraniu ludności żydowskiej za terroryzowanie Polaków pojawiają się w spisanej w 1948 roku Kronice oddziału Żelaznego gdzie jeden z autorów tekstu opisuje tło społecznoekonomiczne oraz planu ataku na struktury aparatu bezpieczeństwa podległego władzy ludowej w Parczewie. W następnych dniach stoczył walkę i zmusił do wycofania się 70-osobową pościgową grupę operacyjną KBW i UB. 11 lutego 1946 doszło do starcia z oddziałem KBW przeprowadzającym obławę w okolicy wsi Marianka, w której to walce oddział ten stracił kilkunastu żołnierzy, a do niewoli dostało się dwóch oficerów i 12 szeregowych.
8 czerwca 1946 oddział dowodzony przez „Jastrzębia” stoczył na przystanku kolejowym w Gródku Szlacheckim walkę z plutonem NKWD, który został rozbity. Następnie oddział Leona Taraszkiewicza po rewizji w pociągu zabił kilku funkcjonariuszy UB. 8 lipca 1946 urządził zasadzkę i rozbił obławę KBW, zdobywając znaczne ilości broni i amunicji. 18 lipca 1946 wraz z oddziałem Stefana Brzuszka „Boruty” z NSZ, w zasadzce na trasie Chełm-Lublin Leon Taraszkiewicz zatrzymał samochód, którym podróżowała siostra Bolesława Bieruta, Zofia Malewska z mężem, synem i synową. „Jastrząb” nakazał uwięzić rodzinę Bieruta, jednak spowodowało to przysłanie w teren „72 wagonów” KBW i w związku z tym, z polecenia komendanta obwodu Włodawa kpt. Zygmunta Szumowskiego „Komara”, zatrzymani zostali zwolnieni.

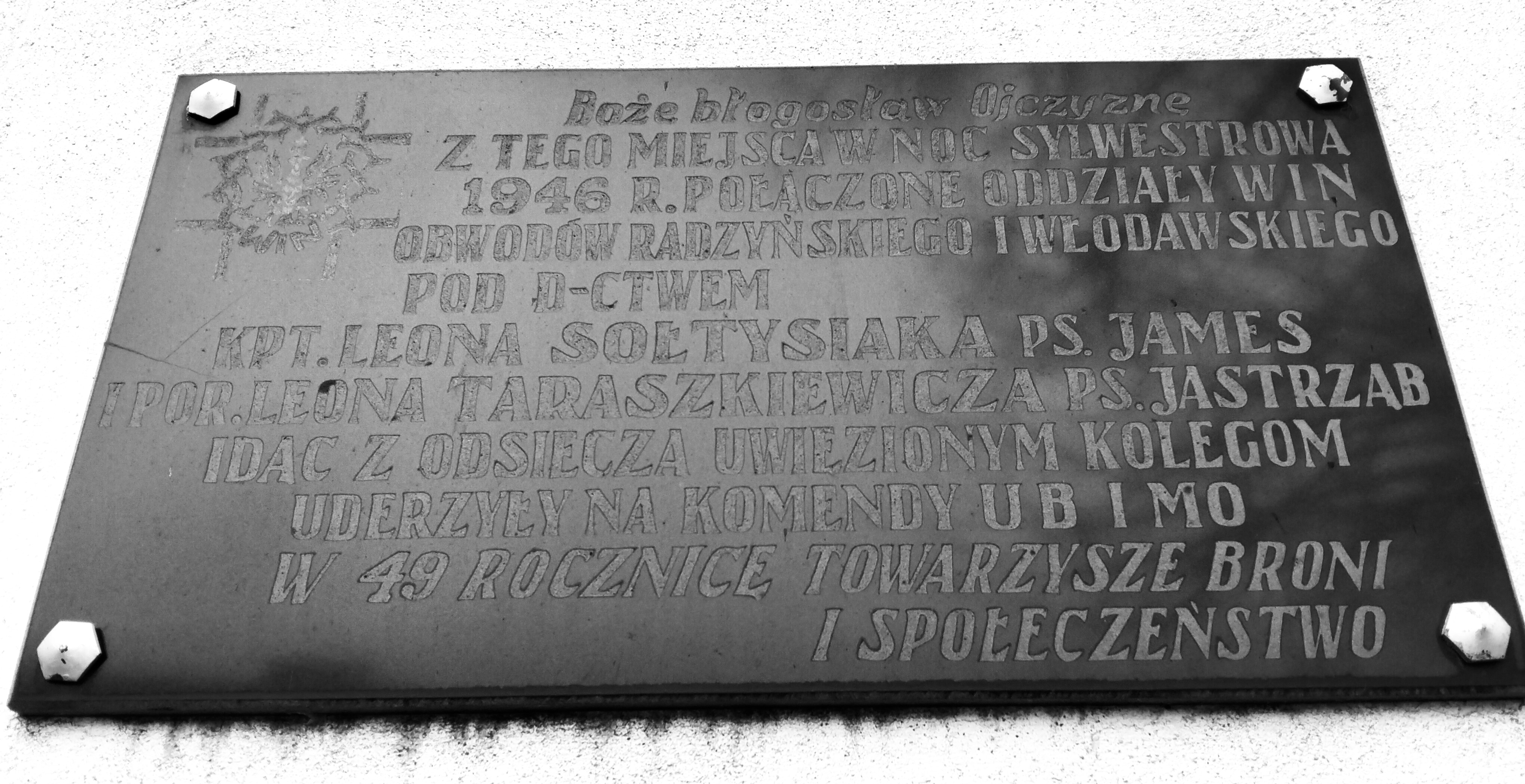
Tablica pamiątkowa w kościele Trójcy Świętej w Radzyniu Podlaskim

22 października 1946 wraz z oddziałem Józefa Struga „Ordona”, w ciągu jednego dnia jego oddział zdobył posterunki MO w Milejowie, Łęcznej i Cycowie, rozbroił oddział Wojsk Ochrony Pogranicza na trasie Włodawa-Chełm, a następnie opanował Włodawę, gdzie zajął posterunek MO i rozbił siedzibę PUBP, uwalniając ok. 100 więźniów. W listopadzie 1946 połączone oddziały „Jastrzębia”, „Ordona” i kpt. Zdzisława Brońskiego „Uskoka”, w okolicach Świerszczowa (powiat łęczyński), stoczyły bitwę z grupą operacyjną KBW, w trakcie której zginęło 18 żołnierzy KBW, a 32 zostało rannych.
W noc sylwestrową 1946/1947 oddział „Jastrzębia” brał udział w ataku połączonych oddziałów WiN obwodu radzyńskiego kpt. Leona Sołtysika „Jamesa” (łącznie ok. 300-350 partyzantów) na Radzyń Podlaski, a następnego dnia w ataku na grupę pościgową UB-KBW w Okalewie, którą rozbił. 3 stycznia 1947 w ataku na oddział propagandowo-ochronny LWP w Siemieniu Leon Taraszkiewicz został ciężko ranny w niewyjaśnionych do dziś okolicznościach, najprawdopodobniej postrzelony przez agenta UB ulokowanego w oddziale, i w trakcie transportu do lekarza zmarł.
Został potajemnie pochowany na cmentarzu w Siemieniu przez żołnierzy z Rejonu I Obwodu WiN Radzyń Podlaski. Jego powtórny uroczysty pogrzeb odbył się 30 czerwca 1991.
Szczątki Leona Taraszkiewicza wydobyto 28 listopada 2016 r. w czasie prac ekshumacyjnych na cmentarzu parafialnym w Siemieniu.

## Odznaczenia
- Krzyż Wielki Orderu Odrodzenia Polski - 20 sierpnia 2009 (pośmiertnie postanowieniem prezydenta Lecha Kaczyńskiego „za wybitne zasługi dla niepodległości Rzeczypospolitej Polskiej”)[7]